# جک ریلی
جک ریلی (انگلیسی: Jack Rieley; ۲۴ نوامبر ۱۹۴۲ – ۱۷ آوریل ۲۰۱۵) موسیقی‌دان اهل ایالات متحده آمریکا بود، که در سال ۱۹۹۵ شرکت ژی۲ گلوبال را تأسیس کرد.